# Хербих, Франц
Франц (Франци́шек) Хе́рбих (нем. Franz Herbich, пол. Franciszek Herbich, 1791—1865) — австрийский ботаник и военный врач, работавший в Галиции.

## Биография
Родился в Вене 8 мая 1791 года. Во время Наполеоновских войн был военным врачом в Баварии, Вюртемберге, Бадене, Швейцарии, Франции, попутно проводя флористические наблюдения. Затем в 1816—1818 годах Хербих работал в военном госпитале в Вене, в 1818—1820 годах — в Прессбурге (Братислава).
Между 1820 и 1824 годами Франц Хербих путешествовал по Италии, главным образом по окрестностям Неаполя. С 1825 года он жил в Галиции, активно путешествуя и занимаясь исследованиями местной флоры. В 1829, 1830 и 1832 годах он ездил по Татрам и Пьенинам. В 1833—1834 — по Горганам, в 1840 году — по Черногоре. В 1834 и 1853 годах Хербих исследовал флору Пьетроса, в 1857 году — по Ойцовской долине.
С 1834 года Хербих жил в Черновцах. В 1856 году он переехал в Краков. Скончался 29 сентября 1865 года, похоронен на Раковицком кладбище.

## Некоторые научные работы
- Herbich F. Additamentum ad Floram Galiciae. — Leopoli, Stanislavoviae, Tarnoviae et Przemysliae, 1831. — 46 p.
- Herbich F. Selectus plantarum rariorum Galiciae et Bucovinae. — Czernovicii, 1836. — 19 p.
- Herbich F. Stirpes rariores Bucovinae. — Stanislawow, 1853. — 65 p.
- Herbich F. Flora der Bucovina. — Leipzig, 1859. — 460 p.

## Роды, названные в честь Ф. Хербиха
- Herbichia Zaw. ex Guill., 1833 [= Jacobaea Mill., 1754]